# Junonia evarete
Junonia evarete (Synonyme: Papilio evarete, Precis evarete) ist ein in Nord-, Mittel- und Südamerika vorkommender Schmetterling (Tagfalter) aus der Familie der Edelfalter (Nymphalidae).

## Beschreibung

### Falter
Die Flügelspannweite der Falter beträgt 45 bis 57 Millimeter. Es liegt kein Sexualdimorphismus vor. Die Grundfarbe der Flügeloberseiten ist zumeist dunkelbraun. Abhängig von jahreszeitlichen, klimatischen oder regionalen Gegebenheiten treten jedoch auch Exemplare mit hellbrauner oder schwarzbrauner Grundfärbung auf. Zuweilen ist auch ein leichter bläulicher Schimmer erkennbar. Auf den Vorderflügeln befinden sich ein sehr kleiner, bläulich gekernter Augenfleck nahe am Apex sowie ein großer, dunkler Augenfleck nahe am Innenwinkel. Dieser ist von einem hellbraunen Ring eingefasst, zeigt einen kleinen hellblauen Fleck im Zentrum und ist wurzelseits von einem dunkelbraunen Halbkreis umschlossen. In der Diskoidalzelle heben sich zwei längliche, rötliche, schwarz eingefasste Makel ab. Auf den Hinterflügeln sind zwei weitere Augenflecke nahe am Außenrand zu erkennen, wobei der nahe am Analwinkel befindliche etwas kleiner ist. Nach außen werden diese von einer orange gefärbten Binde begrenzt. Im englischen Sprachgebrauch wird die Art als West Indian Buckeye oder Tropical Buckeye (mit den Bedeutungen: „Westindisches Pfauenauge“ oder „Tropisches Pfauenauge“) bezeichnet. Am Saum befinden sich braune, leicht gewellte Linien. Auf der zeichnungsarmen, rotbraunen bis dunkelbraun-gelben Flügelunterseite schimmern die Augenflecke mehr oder weniger deutlich hindurch.

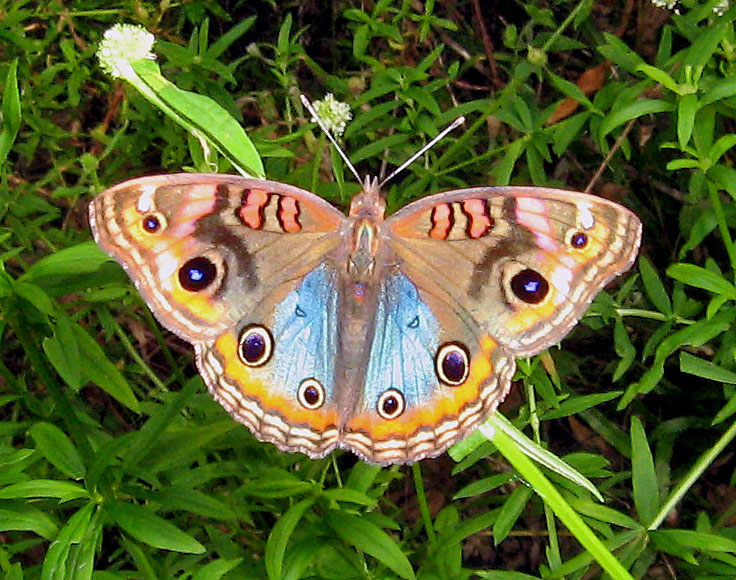
Form mit Blauschiller
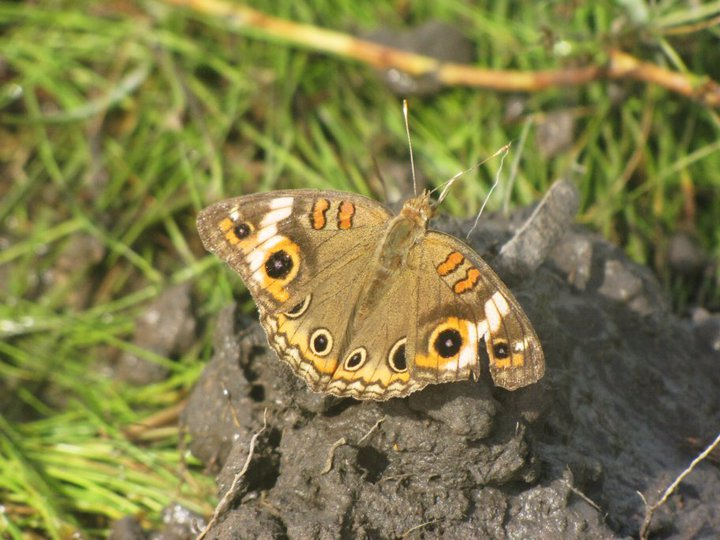
Hellbraune Form
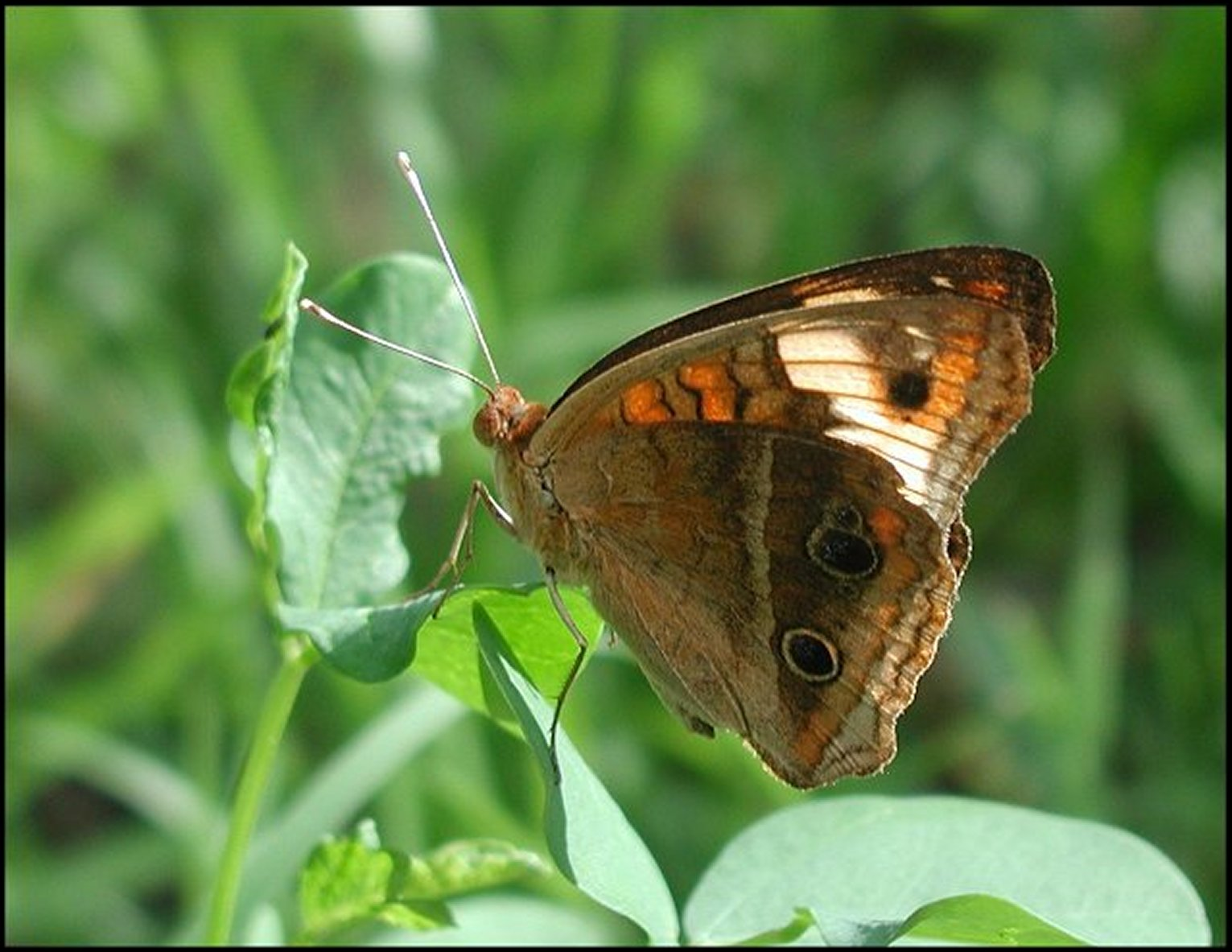
Braun-gelbe Flügelunterseite

### Ei, Raupe, Puppe
Das grünliche, kugelförmige Ei ist mit hellen Längsrippen überzogen, an der Basis und der Mikropyle leicht abgeflacht und wird einzeln oder in kleinen Gruppen an der Nahrungspflanze abgelegt. Ausgewachsene Raupen sind schwarzbraun bis violett schwarz gefärbt und auf jedem Segment mit bläulichen bis schwarzen, leicht verzweigten Dornen sowie sehr schmalen weißlichen Querstreifen versehen. Die Bauchfüße sind orange oder dunkelbraun gefärbt. Die Kopfkapsel ist rötlich braun und schwarz gezeichnet. Die Puppe ist als Stürzpuppe ausgebildet und hängt an Zweigen oder Blattstielen. Sie ist aschgrau gefärbt, leicht weißlich marmoriert und mit einer Reihe von dorsolateralen Paaren von kurzen und spitzen Fortsätzen versehen.

### Ähnliche Arten
Aufgrund der großen farblichen Variabilität ist Junonia evarete nur sehr schwer von den ähnlich gefärbten und gezeichneten Junonia coenia und Junonia genoveva zu unterscheiden. Der große Augenfleck auf der Vorderflügeloberseite ist bei J. coenia in Richtung der Flügelwurzel gelblich angelegt, bei J. evarete jedoch dunkelbraun. Als Unterscheidungsmerkmal wird die Farbe der Fühler einschließlich deren Keule angeführt, die bei J. evarete größtenteils weiß bis weißgrau, bei J. genoveva jedoch überwiegend schwarz ist. Da die ebenfalls ähnliche Junonia villida ausschließlich in Australien vorkommt, gibt es in diesem Fall keine geographische Überlappung und Verwechselungsgefahr mit den amerikanischen Arten.

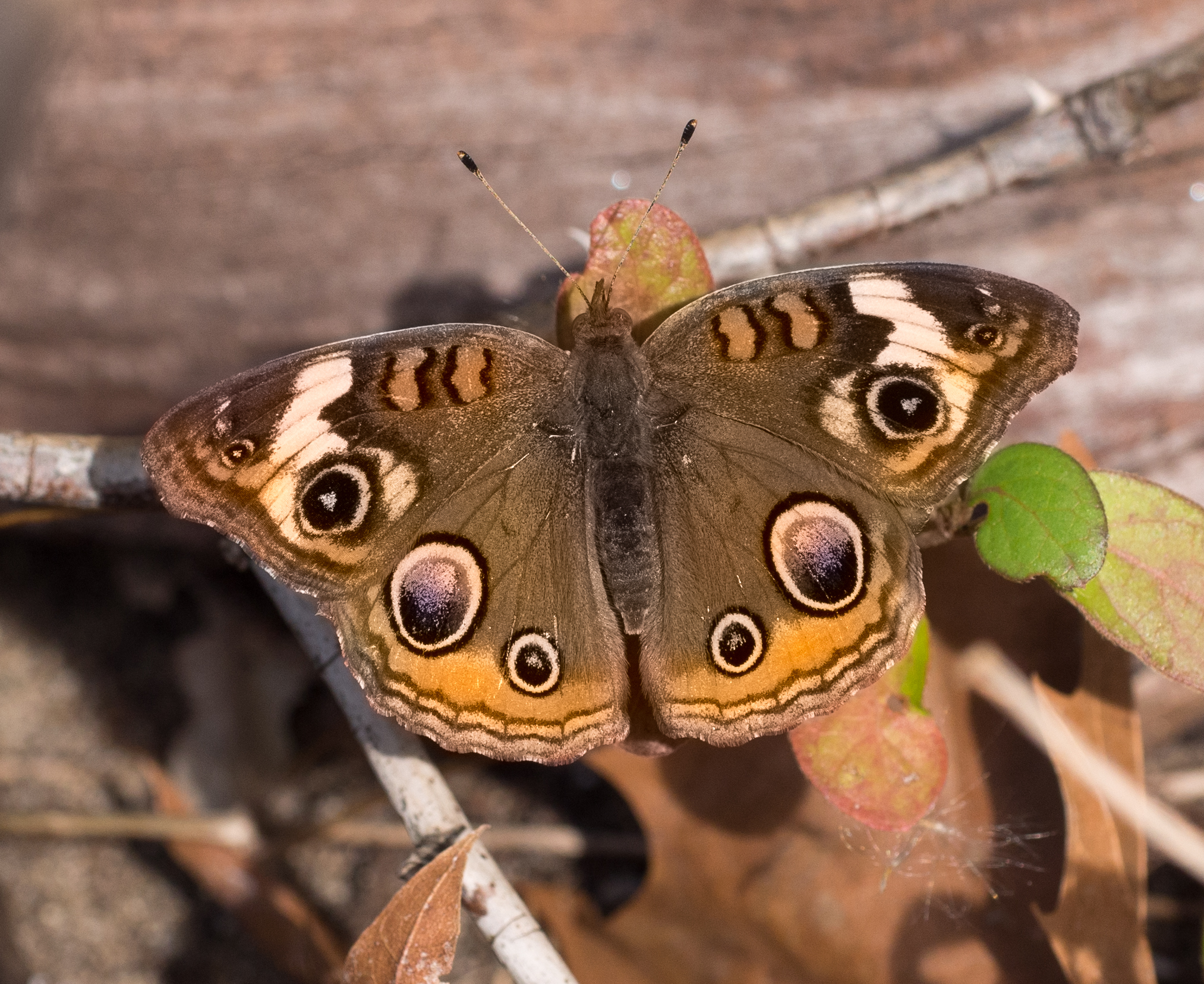
Junonia coenia mit gelblichem Bereich am Vorderflügelaugenfleck
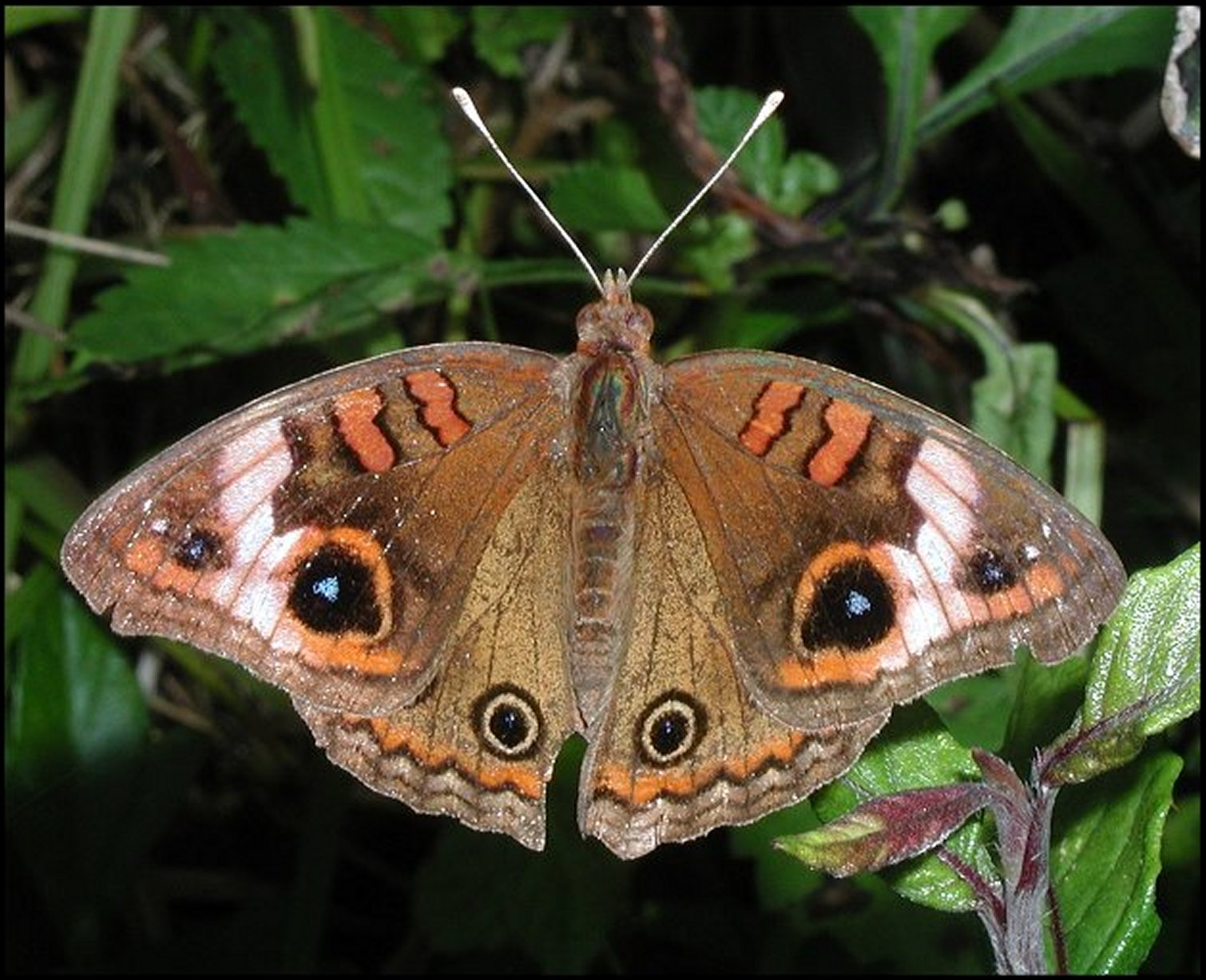
Junonia evarete mit weißen Fühlern und braunem Bereich am Vorderflügelaugenfleck
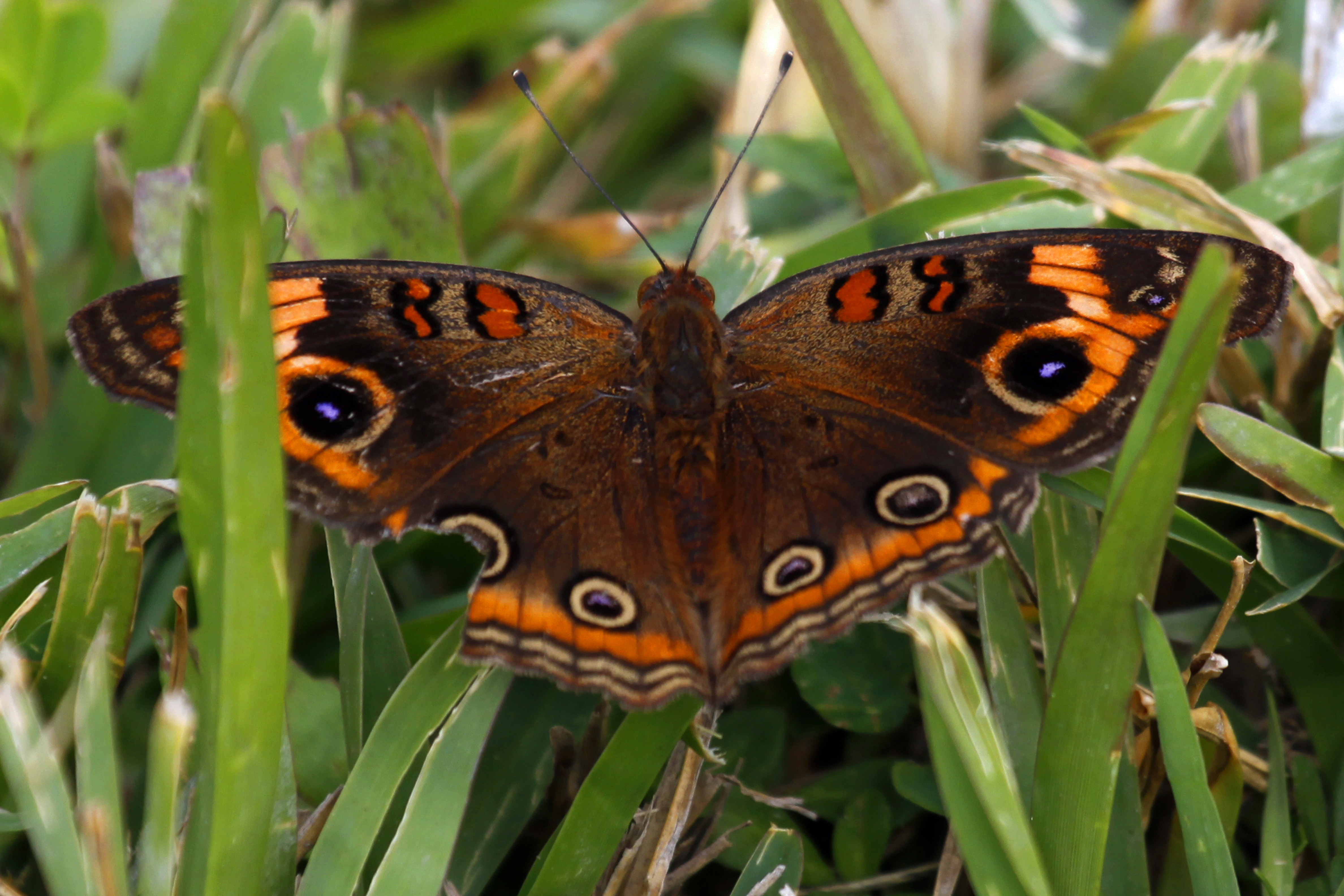
Junonia neildi mit schwarzen Fühlern
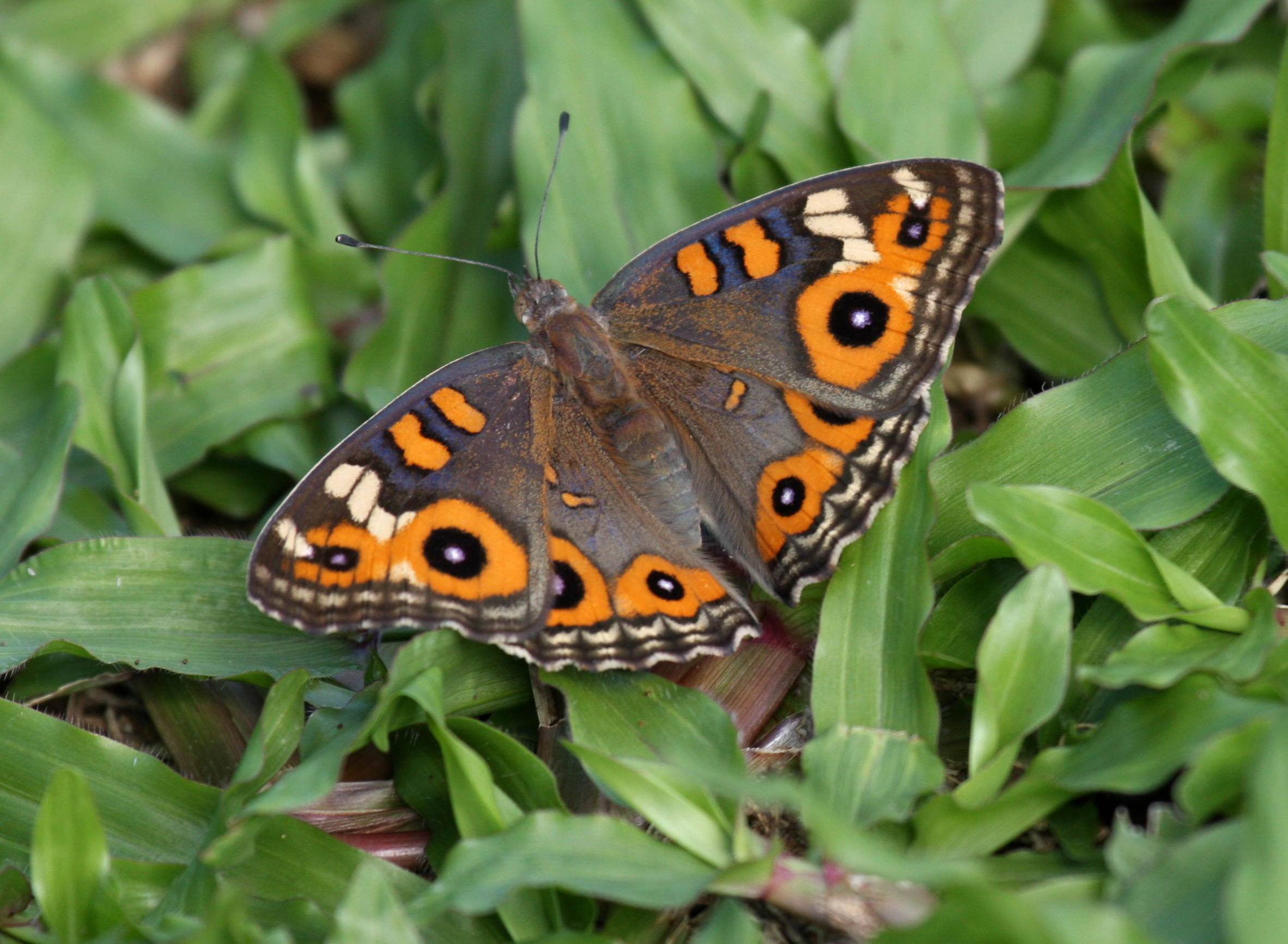
Junonia villida, in Australien heimisch
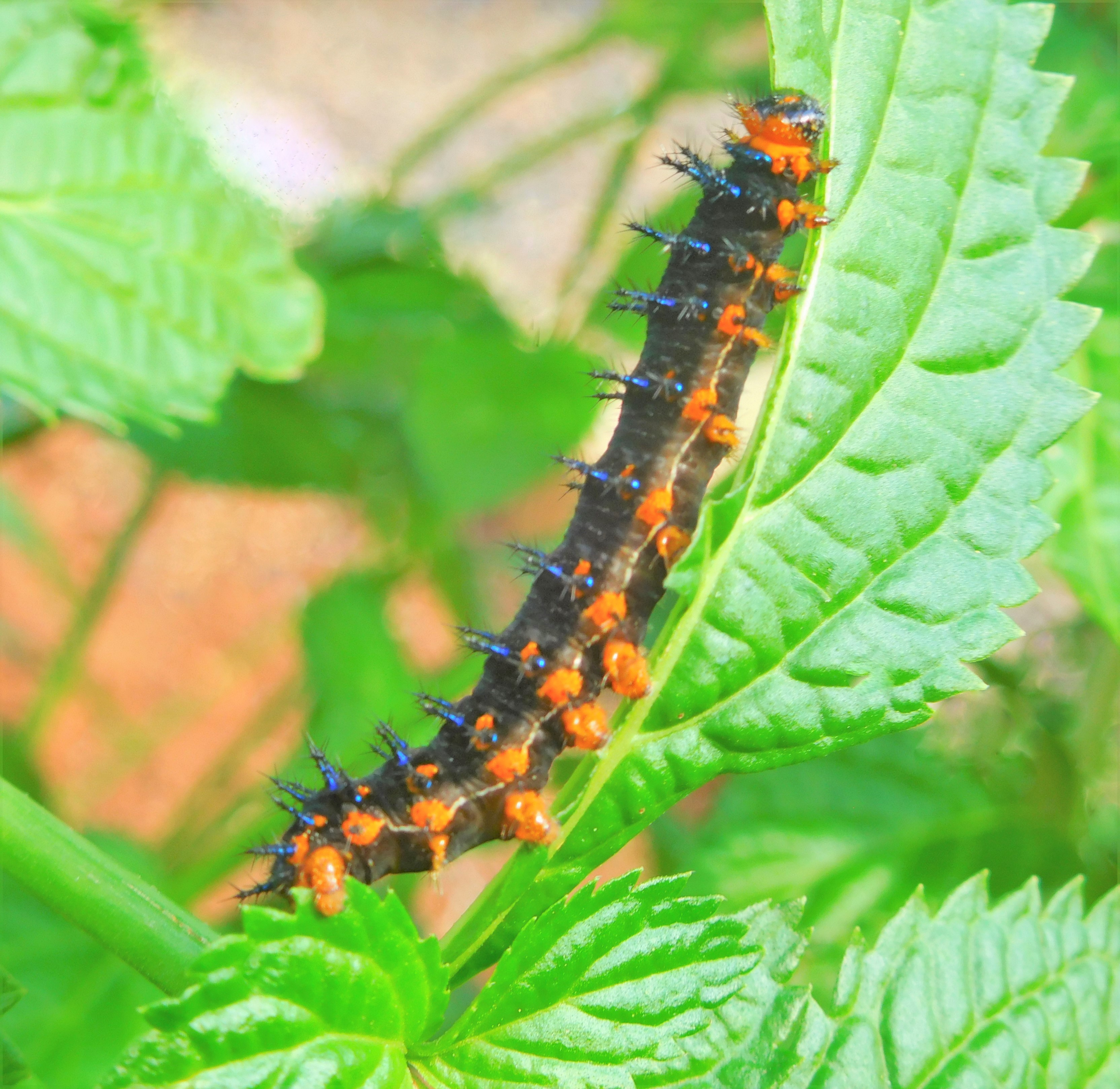
Raupe von Junonia evarete

## Verbreitung und Lebensraum
Die Verbreitung von Junonia evarete erstreckt sich von Texas, Arizona und Florida Richtung Süden durch Mittelamerika sowie über den südamerikanischen Kontinent bis nach Argentinien. Es werden derzeit elf Unterarten geführt. Die Art besiedelt bevorzugt sehr trockene Feldlandschaften und offene Wälder.

## Lebensweise
Die Falter fliegen in mehreren Generationen das ganze Jahr hindurch, schwerpunktmäßig in den Monaten April, Juli und Dezember. Zur Nektaraufnahme besuchen sie gerne Blüten. Sie wurden jedoch auch beim Saugen an Exkrementen beobachtet, wo sie Flüssigkeiten und Mineralstoffe aufnehmen. Die Raupen leben einzeln.  Sie ernähren sich von den Blättern verschiedener Ruellien- (Ruellia), Süßkräuter- (Lippia), Stemodia- oder Stachytarpheta-Arten.

## Gefährdung
Junonia evarete ist in vielen Gebieten Mittel- und Südamerikas nicht selten und wird von der Weltnaturschutzorganisation IUCN auf der Roten Liste gefährdeter Arten nicht geführt.